# Jimmy Casper

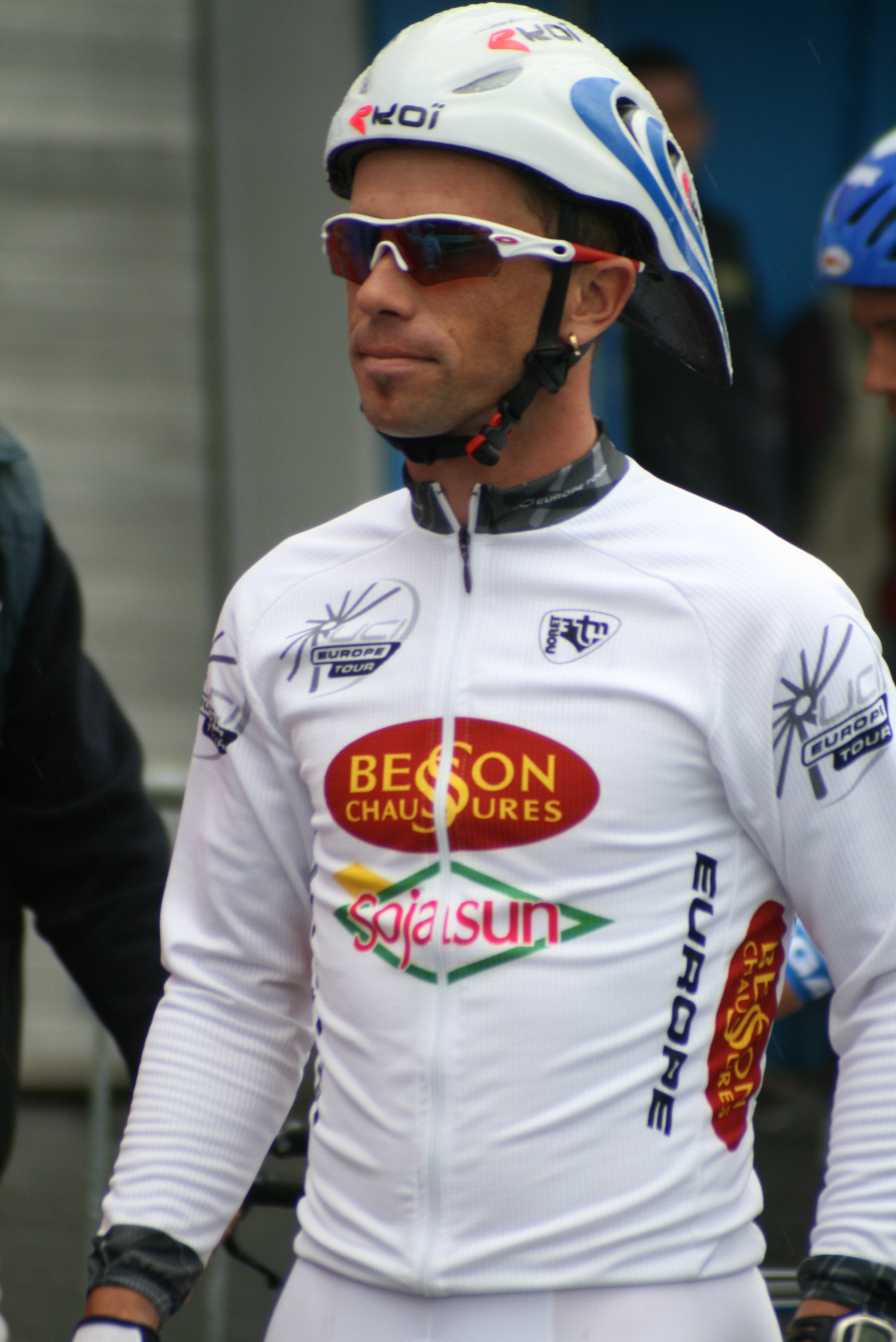
Jimmy Casper als Quatre dies de Dunkerque de 2009

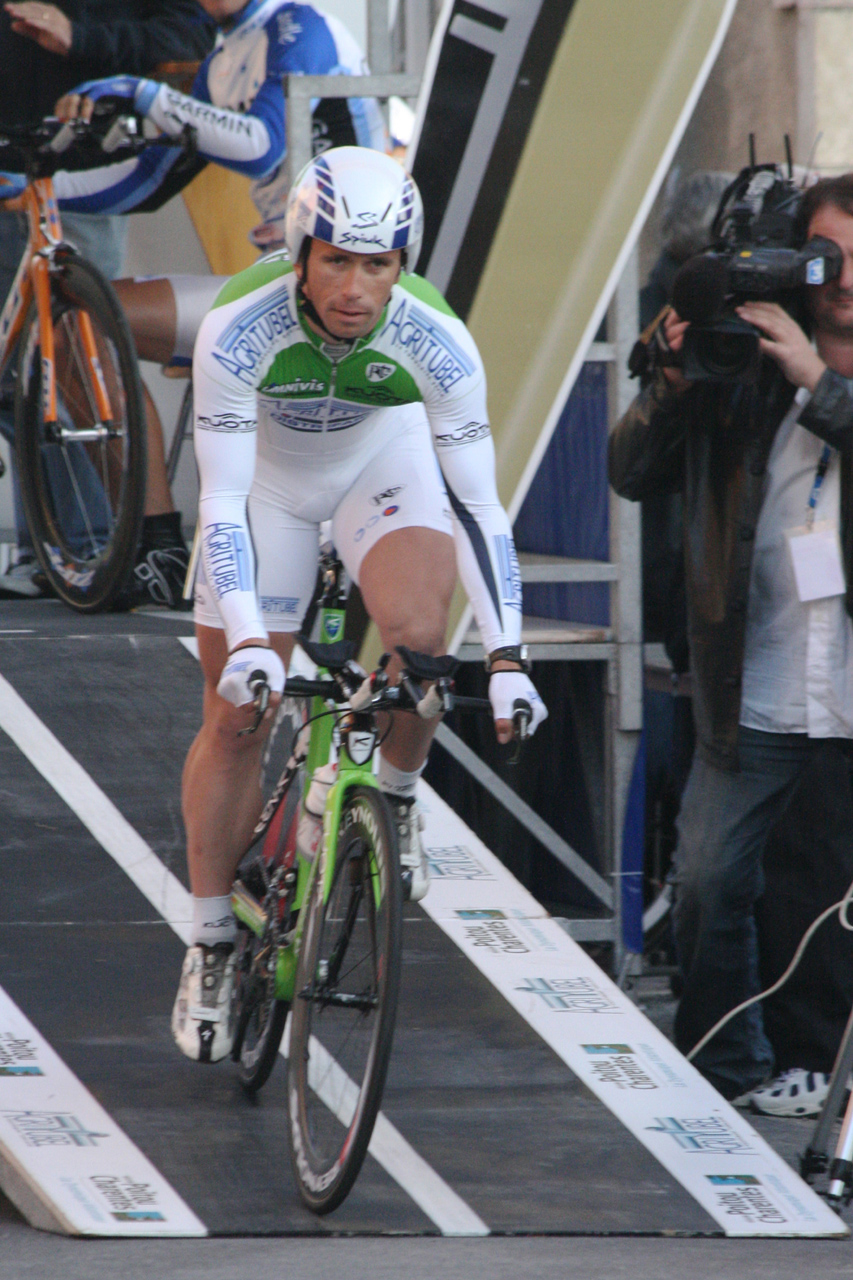
Jimmy Casper al Tour de Poitou-Charentes de 2008

Jimmy Casper (Montdidier, 28 de maig de 1978) és un ciclista francès, professional des del 1998 al 2012.
Bon esprintador, el seu èxit més destacat és la victòria en una etapa del Tour de França de 2006.
En dues ocasions ha finalitzat en darrera posició a la classificació general del Tour de França, el 2001 i el 2004.

## Palmarès
- 1999
  - Vencedor de 4 etapes de la Volta a Alemanya
  - Vencedor d'una etapa dels Quatre dies de Dunkerque
- 2001
  - Vencedor d'una etapa del Tour del Mediterrani
  - Vencedor d'una etapa del Circuit des Mines
  - Vencedor d'una etapa de la Ruta del Sud
  - Vencedor d'una etapa del Tour de Poitou-Charentes
- 2002
  - 1r al Campionat de Flandes
  - 1r a la Cholet-Pays de Loire
  - Vencedor d'una etapa del GP Erik Breukink
  - Vencedor d'una etapa del Tour de l'Avenir
- 2003
  - Vencedor d'una etapa del Giro de la Ligúria
  - Vencedor d'una etapa dels Tres dies de Flandes Occidental
  - Vencedor d'una etapa del GP Erik Breukink
- 2004
  - 1r al Campionat de Flandes
  - 1r al Circuit Franco-belga i vencedor d'una etapa
  - Vencedor d'una etapa dels Quatre dies de Dunkerque
  - Vencedor d'una etapa del Tour de Picardia
  - Vencedor d'una etapa de la Volta a Dinamarca
- 2005
  - 1r al Gran Premi de Denain
  - 1r a la Châteauroux Classic de l'Indre
  - Vencedor d'una etapa de l'Étoile de Bessèges
- 2006
  - 1r al Gran Premi de Denain
  - 1r al Tour de Picardia i vencedor d'una etapa
  - Vencedor d'una etapa del Tour de França
- 2007
  - 1r a Le Samyn
  - 1r als Tres dies de Flandes Occidental i vencedor d'una etapa
- 2008
  - Vencedor d'una etapa del Tour del Mediterrani
  - Vencedor d'una etapa del Circuit de Lorena
  - Vencedor d'una etapa dels Boucles de la Mayenne
- 2009
  - 1r de la Copa de França de ciclisme
  - 1r a la París-Camembert
  - 1r al Gran Premi de Denain
  - 1r a la Châteauroux Classic de l'Indre
  - Vencedor de 2 etapes de l'Etoile de Bessèges
  - Vencedor d'una etapa del Critèrium Internacional
  - Vencedor d'una etapa del Tour de Gironda
  - Vencedor d'una etapa de la Ronde de l'Oise
  - Vencedor d'una etapa dels Boucles de la Mayenne
  - Vencedor d'una etapa del Tour de Poitou-Charentes
- 2010
  - 1r a Val d'Ille U Classic 35
  - Vencedor d'una etapa al Tour d'Oman
  - Vencedor d'una etapa al Tour de Normandia
  - Vencedor d'una etapa al Tour de Picardia
  - Vencedor d'una etapa de la Volta a Bèlgica
  - Vencedor d'una etapa de la Volta a Portugal
  - Vencedor d'una etapa al Tour de Poitou-Charentes
- 2011
  - 1r als Boucles de la Mayenne i vencedor de 2 etapes
  - 1r al Gran Premi de Denain
  - Vencedor d'una etapa al Tour de Picardia
  - Vencedor d'una etapa al Tour de l'Ain

### Resultats al Tour de França
- 1999. Abandona (9a etapa)
- 2001. 144è de la classificació general (darrer classificat, fanalet vermell)
- 2002. Abandona (16a etapa)
- 2003. Abandona (9a etapa)
- 2004. 147è de la classificació general (darrer classificat, fanalet vermell)
- 2006. 137è de la classificació general. Vencedor d'una etapa
- 2008. Fora de control (17a etapa)

### Resultats al Giro d'Itàlia
- 2000. Abandona (8a etapa)
- 2003. Abandona (19a etapa)

### Resultats a la Volta a Espanya
- 2004. 124è de la classificació general